# Studenterna på Tröstehult
Studenterna på Tröstehult är en svensk stumfilm från 1924. Filmen var Edvard Perssons debut som skådespelare, regissör och manusförfattare. I övriga roller sågs bland andra Richard Svanström, Nils Ekstam och Ellen Dall.
Filmens förlaga var pjäsen Studenterna på Tröstehult, skriven av Persson och uruppförd på Malmö Friluftsteater 25 maj 1922. Pjäsen byggde i sin tur på ett uppslag från Tor Hedbergs pjäs Karlavagnen (1910). Fotograf var Hellwig F. Rimmen. Inspelningstiteln var En sommarsaga. Ett avsnitt ur filmen ingick senare i kavalkadfilmen Glada paraden (1948).
Inspelningen ägde rum mellan juni och september 1923 i Hjularöds gods, Harlösa, Åsums herrgård, Dalby kyrka i Lund samt i Malmö. Filmen premiärvisades 14 januari 1924 på biografen Metropol i Malmö.

## Handling
Karl Oskar Brusenhielm och Tobias Bruce uppvaktar båda Ann-Marie. Karl Oskar går vinnande ur situationen och gifter sig med Ann-Marie. Tio år senare möts Tobias och Ann-Marie och det uppdagas då att de båda är olyckliga. Tobias är ensam och försupen och Ann-Marie är olycklig i sitt äktenskap med Karl Oskar, som är otrogen med jungfrun. Tobias och Ann-Marie skiljs åt i slutet.

## Rollista
- Richard Svanström	– baron Brusenhielm, slottsherre på Tröstehult
- Nils Ekstam – studenten Karl Oskar, baron Brusenhielms son
- Ellen Dall – Ann-Marie
- Edvard Persson – Tobias Bruce, Karl-Oskars informator
- Wera Berg von Linde – Märta, Karl Oskars syster
- Victor Hallin – arrendatorn Jan, Ann-Maries far
- Nils Carlberg – Gunnar Storm, latinare
- Algot Larsson – Jakob Blide, teolog

Ej krediterade
- Göta Larsson – Britta, Ann-Maries mor
- Harry Persson – Karl Oskar som barn
- Olle Persson – Karl Erik, Karl Oskars och Ann-Maries son
- Johan Rosén – Per, lagårdsdräng
- Olga Hellquist – Stina, lagårdspiga
- Ellen Rosengren – guvernant på Tröstehult
- Ernst Malmquist – betjänt på Tröstehult

### Fotnoter
1. 1 2 3 4  ”Studenterna på Tröstehult”. Svensk Filmdatabas. http://sfi.se/sv/svensk-filmdatabas/Item/?itemid=3564&type=MOVIE&iv=Basic. Läst 20 mars 2013.